# Fábio Silva (Fußballspieler, 2002)
Fábio Daniel Soares Silva (* 19. Juli 2002 in Gondomar) ist ein portugiesischer Fußballspieler, der beim englischen Erstligisten Wolverhampton Wanderers unter Vertrag steht und aktuell an die UD Las Palmas ausgeliehen ist. Er besetzt sowohl im Verein, als auch in der portugiesischen U19-Nationalmannschaft die Position des Stürmers.

## Karriere

### Verein
Silva kam im Jahr 2010 in die Jugend des FC Porto. Nach zwei Jahren in der Akademie des Rivalen Benfica Lissabon, kehrte er im Sommer 2015 in die Jugendabteilung Portos zurück. Dort spielte er in diversen Juniorenauswahlen und zeigte hervorragende Leistungen. Nachdem er bis Februar 2019 in der U-19-Mannschaft mit jungen 16 Jahren 20 Tore in 26 Spielen schoss, ließ ihn Trainer Sérgio Conceição erstmals mit der ersten Mannschaft mittrainieren. In dieser Saison 2018/19 gewann er mit den Junioren den Titel in der nationalen Meisterschaft und außerdem die UEFA Youth League 2018/19 mit einem 3:1-Finalsieg gegen den FC Chelsea. In diesem schoss er zwar kein Tor, trug aber mit fünf geschossenen Toren zuvor erheblich zum Einzug ins Endspiel bei.
Am 10. August 2019 (1. Spieltag) gab er dann sein Debüt in der höchsten portugiesischen Spielklasse, als er bei der 1:2-Auswärtsniederlage gegen den Gil Vicente FC in der 79. Spielminute für Otávio eingewechselt wurde. Am 27. Oktober (8. Spieltag) erzielte Silva beim 3:0-Heimsieg gegen den FC Famalicão kurz nach seiner Einwechslung seinen ersten Treffer und wurde damit zum jüngsten Ligatorschützen der Vereinsgeschichte. In dieser Saison 2019/20 kam er in 12 Ligaspielen zum Einsatz, in denen er einen Torerfolg verbuchen konnte.
Am 5. September 2020 wechselte Fábio Silva für eine nicht näher benannte, klubinterne Rekordablösesumme zum englischen Erstligisten Wolverhampton Wanderers, wo er einen Fünfjahresvertrag unterzeichnete. Sein Debüt gab er am 17. September 2020 bei der 0:1-Ligapokalniederlage gegen Stoke City. Am 21. Dezember (14. Spieltag) erzielte er bei der 1:2-Auswärtsniederlage gegen den FC Burnley sein erstes Tor im Trikot der Wolves.
Mitte Juli 2022 wurde er für die Saison 2022/23 vom belgischen Erstdivisionär RSC Anderlecht ausgeliehen. Silva bestritt für Anderlecht 20 von 22 möglichen Ligaspielen, in denen er sieben Tore schoss, sowie zwei Pokalspiele mit einem Tor und zehn Europapokal-Spiele mit drei Toren.
Mitte Januar 2023 wurde die Ausleihe beendet und der Spieler neu an den niederländischen Verein PSV Eindhoven verliehen. Nach seiner Rückkehr nach Wolverhampton absolvierte er bis zum Jahresende 2023 acht Ligaspiele in der Premier League. Im Januar 2024 wurde Fábio Silva an die Glasgow Rangers nach Schottland verliehen. Im Sommer 2024 folgte die Leihe nach Spanien zur UD Las Palmas.

### Nationalmannschaft
Silva bestritt von 25. April bis 1. Mai 2017 fünf Spiele für die portugiesische U-15-Nationalmannschaft, in denen er dreimal traf. Danach spielte er bis April 2018 für die U16, wo er in acht Spielen sechs Tore erzielte.
Bereits im Dezember 2017 debütierte er in der U-17-Auswahl und nahm mit dieser auch an der U-17-Europameisterschaft 2019 in Irland teil. Dort erzielte er in vier Spielen ein Tor.
Seit September 2019 ist er portugiesischen U19-Nationalspieler.

## Erfolge
FC Porto
- Portugiesischer Meister: 2020
- Portugiesischer Pokalsieger: 2020
- UEFA-Youth-League-Sieger: 2019

Nationalmannschaft
- UEFA-Nations-League-Sieger: 2025

## Privates
Fábio Silva ist der Sohn des ehemaligen Fußballspielers Jorge Silva, der als defensiver Mittelfeldspieler in der Saison 2000/01 mit Boavista Porto die Meisterschaft errang und im Jahr 2002 zweimal für die portugiesische Nationalmannschaft auflief.
Sein älterer Bruder, der ebenfalls auf den Namen Jorge hört, spielt in der Jugend Lazio Roms.